# Responsabilité de la France dans la Grande Dépression
La responsabilité de la France dans la Grande Dépression renvoie au rôle joué par la France dans le déclenchement et l'accentuation de la Grande Dépression et de ses effets économiques.

## Cause
La loi du 25 juin 1928 rétablit la convertibilité du franc français en or, après quatorze années de cours forcé sans conversion possible. L'article 2 de la loi établit un taux qui rend un franc égal à 65,5 milligrammes d'or. La France amasse d'autant plus d'or qu'elle est en situation d'excédent commercial vis-à-vis de grands pays importateurs, tels que le Royaume-Uni (sterling trap).  
Les causes de la Grande Dépression ont fait l'objet de débats historiographiques et économiques importants. Les deux explications les plus répandues sont celles de John Maynard Keynes (explication keynésienne de la Grande Dépression) et de Milton Friedman et Anna Schwartz (relative à la grande contraction de la masse monétaire américaine). Toutefois, certaines tentatives explicatives postérieures ont mis l'accent sur d'autres causes, telles que le rôle de la politique de la Banque de France à partir de 1928.

## Accumulation
À partir de 1926, la France accumule de l'or à un rythme très supérieur à celui des États-Unis. Les réserves d'or de la France passent de 7 % des réserves mondiales en 1926 à 27 % en 1932. Entre 1928 et 1932, l'or français augmente de 50 milliards de francs (équivalent), de 29 à 82 milliards de francs. 
En 1932, la France dispose d'un stock d'or proche de celui des États-Unis (27 % contre environ 34 %). Si en 1930, les États-Unis et la France détiennent 11 % du stock d'or mondial, ils en détiennent 60 % en 1932.  
Du fait de cette aspiration de l'or du monde, entre 1929 et 1931, le reste du monde perd ainsi 8 % de son stock d'or. Cette réallocation de l'or entre les pays ne pose normalement aucun problème dans le cas où la banque centrale monétise les influx d'or, c'est-à-dire qu'elle imprime de la monnaie en proportion identique ; cela permet de garder à un niveau égal la masse monétaire. Toutefois, du fait de l'absence de règles fixes au niveau international à cette époque, la France et l'Amérique n'avaient aucune obligation de le faire. Ces deux pays ont donc stérilisé les influx d'or, causant une chute de la masse monétaire dans leur pays. 
On observe ainsi à partir de 1926 une augmentation forte du taux de couverture, qui est égal au rapport entre les réserves d'or de la banque par rapport à son passif. Il passe de 40 % en décembre 1928 (sur un taux minimum de 35 %), à 80 % en 1932. Ainsi, entre 1928 et 1932, les réserves d'or augmentent de 160 %, mais la masse monétaire (M2) n'augmente pas.

## Effets

### Ralentissement de la croissance économique mondiale dès 1928
La politique d'aspiration de l'or de la France cause des tensions déflationnistes dès avant la crise de 1929. Le ralentissement économique est à l'époque attribué à la politique française.

### Pression déflationniste après 1929
La politique française cause environ 30% de la déflation qui frappe le monde entre 1930 et 1931.

## Critiques

### Mise en danger de la livre sterling
Cette accumulation rapide d'or est critiquée par le Royaume-Uni, qui utilise lui-même l'étalon-or ; or, la livre sterling est fondée sur un stock d'or relativement faible. La stérilisation pratiquée par la France signifie qu'à chaque sortie d'or du Royaume-Uni (par exemple, en cas de déficit commercial), la masse monétaire baisse. Keynes, qui siège à la Commission MacMillan, dit à ce titre : « nous ne savons pas à quel degré la Banque de France est au courant de ce problème ou de la nature de sa solution ». La livre est obligée de se décrocher de l'étalon-or en 1931. Cela libère la politique monétaire britannique, ce qui lui permet de se relever plus rapidement de la crise.

### Mise en cause de la France
Les médias britanniques se montrent particulièrement critiques à l'égard de la politique française. Paul Einzig, journaliste à la fois pour le Financial News et pour le Banker, attaque la politique économique française et soutient qu'elle vise à établir une « dictature financière en Europe ». La Société des Nations crée, en 1929, une délégation à l'or, chargée d'enquêter sur « causes des fluctuations du pouvoir d'achat de l'or et leurs effets sur la vie des nations ». La concentration de l'or dans le monde étant due à la France et aux États-Unis, et ces derniers n'étant pas membre de la SDN, la délégation n'enquête que sur le cas de la France.
En réponse, le ministère des Affaires étrangères demande à la Banque de France de produire un petit livret qui énumère les accusations portées contre la France, avec une réponse pour chacune afin de dédouaner le pays. En septembre 1930, ce livret, appelé « L'Afflux de l'or en France », est distribué à toutes les ambassades françaises, et sert aux diplomates. Il n'est pas rendu public. Le Times entre en possession du document et en publie un résumé le 14 novembre.